# Михайлов, Григорий Афанасьевич
Григорий Афанасьевич Михайлов (14 апреля 1925, Нившера, Коми АССР — 27 сентября 1991) — советский хозяйственный, государственный и политический деятель, Герой Социалистического Труда.

## Биография
Родился в 1925 году в селе Нившера. Член КПСС с 1944 года.
С 1941 года — на хозяйственной, общественной и политической работе. В 1941—1990 гг. — счетовод, мастер леса в Нившерском лесопункте, участник Великой Отечественной войны, наводчик миномётного расчёта, разведчик миномётной роты моторизованного батальона автоматчиков, командир миномётного расчёта моторизованного батальона автоматчиков 91-й отдельной орденоносной танковой бригады, командир танка в составе Группы советских войск в Германии, инструктор, заведующий отделом Сторожевского райкома КПСС, заместитель председателя Сторожевского райисполкома, первый секретарь Сторожевского райкома КПСС, директор совхоза «Сторожевский» Сысольского промышленного/Корткеросского района Коми АССР.
Указом Президиума Верховного Совета СССР от 8 апреля 1971 года присвоено звание Героя Социалистического Труда с вручением ордена Ленина и золотой медали «Серп и Молот».
Умер в 1991 году.